# Kalanchoe angustifolia
Kalanchoe angustifolia ist eine Pflanzenart der Gattung Kalanchoe in der Familie der Dickblattgewächse (Crassulaceae). Das Artepitheton angustifolia leitet sich von den lateinischen Worten angustus für ‚schmal‘ sowie -folius für ‚blättrig‘ ab.

## Beschreibung

### Vegetative Merkmale
Kalanchoe angustifolia wächst ausdauernd, ist kahl und erreicht Wuchshöhen von bis zu 25 Zentimetern. Die Wurzeln sind verdickt. Die schlanken, aufrechten Triebe sind stielrund und werden vollständig glauk. Die Laubblätter sind dick und fleischig, die Blattspreite fast linealisch. Ihre Spitze ist annähernd stumpf.

### Generative Merkmale
Der kleine, wenigblütige Blütenstand ist zymös. Die aufrechten Blüten stehen an kräftigen, etwa 10 Millimeter langen Blütenstielen. Ihr Blütenkelch ist fast nicht vorhanden. Die lanzettlichen, zugespitzten Kelchzipfel sind etwa 7 Millimeter lang. Die Blütenkrone weist eine Gesamtlänge von etwa 14 Millimeter auf. Die Kronröhre ist an ihre Basis stark erweitert und zum Schlund stark verschmälert. Ihre sehr langen, schmalen, zugespitzten Kronzipfel sind in ihrer Mitte bräunlich und besitzen gelbe Ränder. Das Fruchtblatt weist eine Länge von etwa 10 Millimeter auf, der Griffel ist etwa 2 Millimeter lang.

## Systematik und Verbreitung
Kalanchoe angustifolia ist in Äthiopien in der Provinz Tigray verbreitet. 
Die Erstbeschreibung durch Achille Richard wurde 1847 veröffentlicht. Die Art ist nur vom Typusexemplar bekannt.

## Nachweise